# سخوروو
سخوروو (به لاتین: Schořov) یک منطقهٔ مسکونی در جمهوری چک است که در ناحیه کوتنا هورا واقع شده‌است.